# Piełagieja Szajn
| Odkryte planetoidy: 19 | Odkryte planetoidy: 19 |
| ---------------------- | ---------------------- |
| (1112) Polonia         | 15 sierpnia 1928       |
| (1113) Katja           | 15 sierpnia 1928       |
| (1120) Cannonia        | 11 września 1928       |
| (1121) Natascha        | 11 września 1928       |
| (1369) Ostanina        | 27 sierpnia 1935       |
| (1387) Kama            | 27 sierpnia 1935       |
| (1390) Abastumani      | 3 października 1935    |
| (1475) Yalta           | 21 września 1935       |
| (1610) Mirnaya         | 11 września 1928       |
| (1648) Shajna          | 5 września 1935        |
| (1654) Bojeva          | 8 października 1931    |
| (1735) ITA             | 10 września 1948       |
| (1954) Kukarkin        | 15 sierpnia 1952       |
| (1987) Kaplan          | 11 września 1952       |
| (2108) Otto Schmidt    | 4 października 1948    |
| (2445) Blazhko         | 3 października 1935    |
| (3080) Moisseiev       | 3 października 1935    |
| (3958) Komendantov     | 10 października 1953   |
| (5533) Bagrov          | 21 września 1935       |

Piełagieja Fiodorowna Szajn z domu Sannikowa (ros. Пелагея Фёдоровна Шайн; ur. w 1894, zm. 17 sierpnia 1956) – radziecka astronomka, żona Grigorija Szajna, również astronoma.
Była pierwszą kobietą, która odkryła planetoidę – (1112) Polonia. Łącznie odkryła 19 planetoid w latach 1928–1953. W 1949 roku odkryła kometę 61P/Shajn-Schaldach (niezależnie odkrył ją nieco później Robert D. Schaldach, stąd nazwa komety zawiera nazwiska obojga odkrywców). Odkryła także i opisała około 150 gwiazd zmiennych.
Planetoida (1190) Pelagia została nazwana jej imieniem, z kolei nazwa planetoidy (1648) Shajna upamiętnia ją i jej męża.